# Latimer (Kansas)
Latimer – miasto w Stanach Zjednoczonych, w stanie Kansas, w hrabstwie Morris.